# 6219-es mellékút (Magyarország)
A 6219-es számú mellékút egy több mint huszonöt kilométer hosszú, négy számjegyű országos közút Fejér vármegye délkeleti részén. Dunaújvárost köti össze Sárbogárddal, feltárva a közbeeső néhány települést is.

## Nyomvonala
A 6-os főútból ágazik ki, annak a 70,400-as kilométerszelvénye után található körforgalomból, Dunaújváros közigazgatási területén, nyugati irányban. Ugyanott ágazik ki az ellenkező irányban az 51 318-as út, amely a Pusztaszabolcs–Dunaújváros–Paks-vasútvonal Dunaújváros vasútállomását szolgálja ki. Első méterei után az út északnyugati irányba fordul, és alig 500 méter után, a dunaújvárosi Park Center bevásárlóközpont északnyugati szélénél egy újabb körforgalmon halad keresztül.
1,7 kilométer megtételét követően egy újabb körforgalommal találkozik: ez az M6-os autópálya Dunaújváros-centrum–Sárbogárd csomópontját szolgálja ki. Északkelet felől a 62 819-es út torkollik be ebbe a körforgalomba – ez Dunaújváros északabbi városrészeit köti össze az autópálya-csomóponttal (az autópálya megépülte előtt ennek az útnak a részét képezte) –, északnyugat felé a 60 455-ös felhajtó ág indul Budapest felé és a 60 454-es lehajtó ág érkezik ide, a Pécs felől lehajtó forgalmat levezetve, a 6219-es út pedig délnyugat felé folytatódik.
Ezután felüljárón keresztezi az autópályát, ami itt kevéssel a 70. kilométere előtt jár, majd annak túloldalán egy másik körforgalomba érkezik. Ebből a körforgalomból észak-északnyugatnak indul a Pécs felé tartó forgalmat kiszolgáló 60 453-as felhajtó ág és a Budapest felől érkezőket levezető 60 452-es lehajtó ág. A 6219-es innen változatlan irányban halad tovább, délnyugat felé.
2,7 kilométer után éri el az út Nagyvenyim határát, egy darabig a két település határvonalát kíséri, majd a harmadik kilométere után teljesen nagyvenyimi területre érkezik, ahol rögtön belterületen folytatódik, Fő utca néven. 5,1 kilométer megtételét követően lép ki a település házai közül, és a 6,150-es kilométerszelvénye táján Baracs területére lép, de nagyon messze halad a község lakott területétől. Baracsi szakasza meglehetősen rövid ideig tart: még a hetedik kilométere előtt eléri Mezőfalva határát.
Kicsivel a tizedik kilométere előtt éri el ez utóbbi település lakott területét, ahol először Kisfaludy Károly út néven húzódik a község déli szélén, majd a központban, 10,7 kilométer után körforgalmú csomópontban keresztezi a 6228-as utat (utóbbi itt a 14,500-as kilométerszelvénye táján jár). A folytatásban a neve József Attila utca, ezen a néven a 12. kilométeréig húzódik, ahol elhagyja a település lakott részeit. 15,1 kilométer után egy kereszteződéshez ér: ott dél-délkelet felől beletorkollik a 6211-es út, 11 kilométer megtétele után, amely az ellenkező irányban önkormányzati útként folytatódik, még egy darabon, Nagylók irányában. Ugyanitt eléri Nagykarácsony határát, innentől egy darabig a határvonalat kíséri.
17,5 kilométer után éri el Mezőfalva, Nagykarácsony és Sárbogárd hármashatárát, ott kiágazik belőle egy alsóbbrendű út észak felé, a 6219-es pedig délnek fordul, Nagykarácsony és Sárbogárd határvonalát kísérve. Nem sokáig követi ezt az irányt: alig 350 méter után egy újabb irányváltással visszatér a délnyugati irányhoz (az út 2020-as felújítása során a kanyarok ívét nagyobbra vették) és immár teljesen sárbogárdi területre lép. 20. kilométere után röviddel kezd ereszkedni a Sárvíz völgyébe, 21,2 kilométer után éles iránytöréssel ér le a völgybe. 24,3 kilométer után éri el Sárszentmiklós házait, ahol Magyar utca néven húzódik, míg bele nem torkollik a 63-as főútba, annak 53,650-es kilométerszelvénye közelében.
Teljes hossza, az országos közutak térképes nyilvántartását szolgáló kira.gov.hu adatbázisa szerint 25,179 kilométer.

## Története
2018-ban felújították a Nagyvenyim–Mezőfalva közötti 7,5 kilométeres szakaszát. 2020-ban pedig további 14,6 kilométernyi része újult meg, Mezőfalva és Sárbogárd között.